# ميسونيس دي إسويلا
بلدية ميسونيس دي إسويلا (بالإسبانية: Mesones de Isuela) هي بلدية تقع في مقاطعة سرقسطة التابعة لمنطقة أراغون شمال شرق إسبانيا.

## الديموغرافيا
بلغ عدد سكان بلدية ميسونيس دي إسويلا 316 نسمة عام 2011 (وفقاً للمعهد الوطني الإسباني للإحصاء).
| 392 | 379 | 356 | 329 | 318 | 318 | 316 |